# Iguaraçu
Iguaraçu es un municipio brasileño del estado del Paraná. Su población estimada en 2006 era de 3.824 habitantes. Se encuentra en la Región Metropolitana de Maringá.